# Shrek der Dritte
Shrek der Dritte ist ein Computeranimationsfilm der Regisseure Chris Miller und Raman Hui aus dem Jahr 2007. Er lief am 21. Juni 2007 in den deutschen Kinos an. Der Film bildet den dritten Teil der Shrek-Filmreihe nach Shrek – Der tollkühne Held und dessen Fortsetzung Shrek 2 – Der tollkühne Held kehrt zurück und wurde 2010 von Für immer Shrek, dem vorerst letzten Teil, fortgesetzt.

## Handlung
Als Shreks Schwiegervater Harold, der Herrscher des Königreichs „Weit Weit Weg“, erkrankt, ernennt er Shrek zu seinem Nachfolger als König. Kurz darauf stirbt Harold. Da Shrek nicht den Wunsch hegt, König zu werden, begibt er sich zusammen mit seinen Freunden Esel und dem gestiefelten Kater auf die Suche nach Fionas Cousin Artus, dem nächsten Familienmitglied in der Thronfolge.
Während Shrek davonsegelt, um Artus zu suchen, ruft Fiona ihm hinterher, dass sie schwanger sei, was bei Shrek im weiteren Verlauf des Films Albträume hervorruft. Er fürchtet sich vor der Verantwortung, die er als Vater hätte.
Sie finden Artus, genannt Artie, der noch ein Teenager ist, in einer an eine moderne US-amerikanischen Highschool angelehnten Schule. Er entpuppt sich als unbeholfener Außenseiter, der von seinen Mitschülern gemobbt wird. Daher ist er zunächst froh, die Schule verlassen und König werden zu können, und macht sich mit Shrek und seinen Freunden auf den Weg nach „Weit Weit Weg“. Durch einige unbedachte Bemerkungen von Kater und Esel wird ihm jedoch bewusst, wie gefährlich das Leben als König sein kann, und er ändert seine Meinung. Shrek kann ihn aber schließlich doch überzeugen.
Währenddessen versucht Prinz Charming, mittlerweile ein erfolgloser Schauspieler, den Thron von „Weit Weit Weg“ durch einen Staatsstreich zu übernehmen. Unterstützt wird er dabei von Captain Hook, der bösen Stiefmutter von Schneewittchen, einem Zyklopen, Rumpelstilzchen, Mabel, der hässlichen Stiefschwester und einer Armee aus Hexen, Elben und Ents. Die schwangere Fiona, ihre Mutter Lilian, die andere hässliche Stiefschwester Doris sowie Fionas Freundinnen Schneewittchen, Dornröschen, Rapunzel und Aschenputtel werden während einer Baby-Party für Fiona von Charmings Angriff überrascht. Zusammen mit Pinocchio, den drei kleinen Schweinchen, dem großen, bösen Wolf und dem Lebkuchenmann stellen sie sich gegen Charming.
Charmings Gruppe stürmt das Königreich, doch Fiona und ihre Freundinnen können entkommen. Auf der Flucht vor Charming werden sie aber von Rapunzel verraten – Charming hatte ihr angeboten, seine Königin zu werden – und sie geraten hinter Gitter. Währenddessen schickt Charming eine Gruppe los, um Shrek und seine Freunde zu verhaften. Shrek, Esel, der gestiefelte Kater und Artus können die Bösewichte aber vertreiben. Um wieder nach Hause zu kommen, suchen sie den alten und verwirrten Schul-Zauberlehrer Merlin auf, der die vier mit einem Zauberspruch nach „Weit Weit Weg“ befördert, zugleich tauschen jedoch Esel und der gestiefelte Kater durch einen Fehler Merlins ihre Körper. Zurück in „Weit Weit Weg“ wird Shrek kurz darauf verhaftet. Um Artus zu schützen, erklärt Shrek, dass Artus nur zum nützlichen Thron-Lückenbüßer für ihn selbst dienen sollte. Daraufhin lässt Charming den gekränkten Artus gehen.
Währenddessen brechen die Frauen mit Lilians Hilfe aus. Mit „Frauenpower“ gelingt es ihnen, wieder zurück in die Stadt zu kommen. Prinz Charming plant, Shrek während einer Theateraufführung zu töten. Diese nutzt Shrek, um sich über ihn lustig zu machen. Als der Prinz zum Todesstoß ansetzt, wird die Bühne von Fiona und ihren Freundinnen gestürmt. Artus klettert auf die Bühne und überzeugt Charmings Armee davon, dass sie ebenfalls sanfte Seiten haben und gut sind. Zusammen mit dem Drachen gelingt es ihnen, Charming zu überwältigen. Artus nimmt daraufhin die Krone an.
Anschließend erhalten Esel und der gestiefelte Kater durch einen weiteren Zauber Merlins wieder ihre wahren Gestalten zurück. 
Shrek und Fiona kehren zu ihrem Sumpf zurück, wo sie als glückliche Eltern ihre drei Kinder aufziehen.

## Konzeption
Wie in den vorhergehenden Filmen finden sich zahlreiche Anspielungen auf andere Klassiker. So wird beispielsweise Prinz Charming in der Endszene von dem herabstürzenden Turm erschlagen. Das Szenenbild ist dabei an den Film Hook angelehnt, in dem Captain Hook am Ende auf genau dieselbe Art von dem ausgestopften Krokodil erschlagen wird und ebenso wie Charming nach seiner Mutter ruft.

## Kritiken und Einnahmen
„Zweite Fortsetzung des amüsanten und temporeichen Trickfilmabenteuers, der bei aller visuell gelungenen (Hightech-)Unterhaltung gewisse Ermüdungserscheinungen anzumerken sind.“

Der Film erhielt bei Rotten Tomatoes lediglich einen Wert von 42 % und einen IMDB-Wert von 6,1 (9. Juli 2016).
Shrek der Dritte besetzt in der Liste der erfolgreichsten Filme ohne Inflationsbereinigung Platz 102 (Stand: 31. Dezember 2024).

## Auszeichnungen

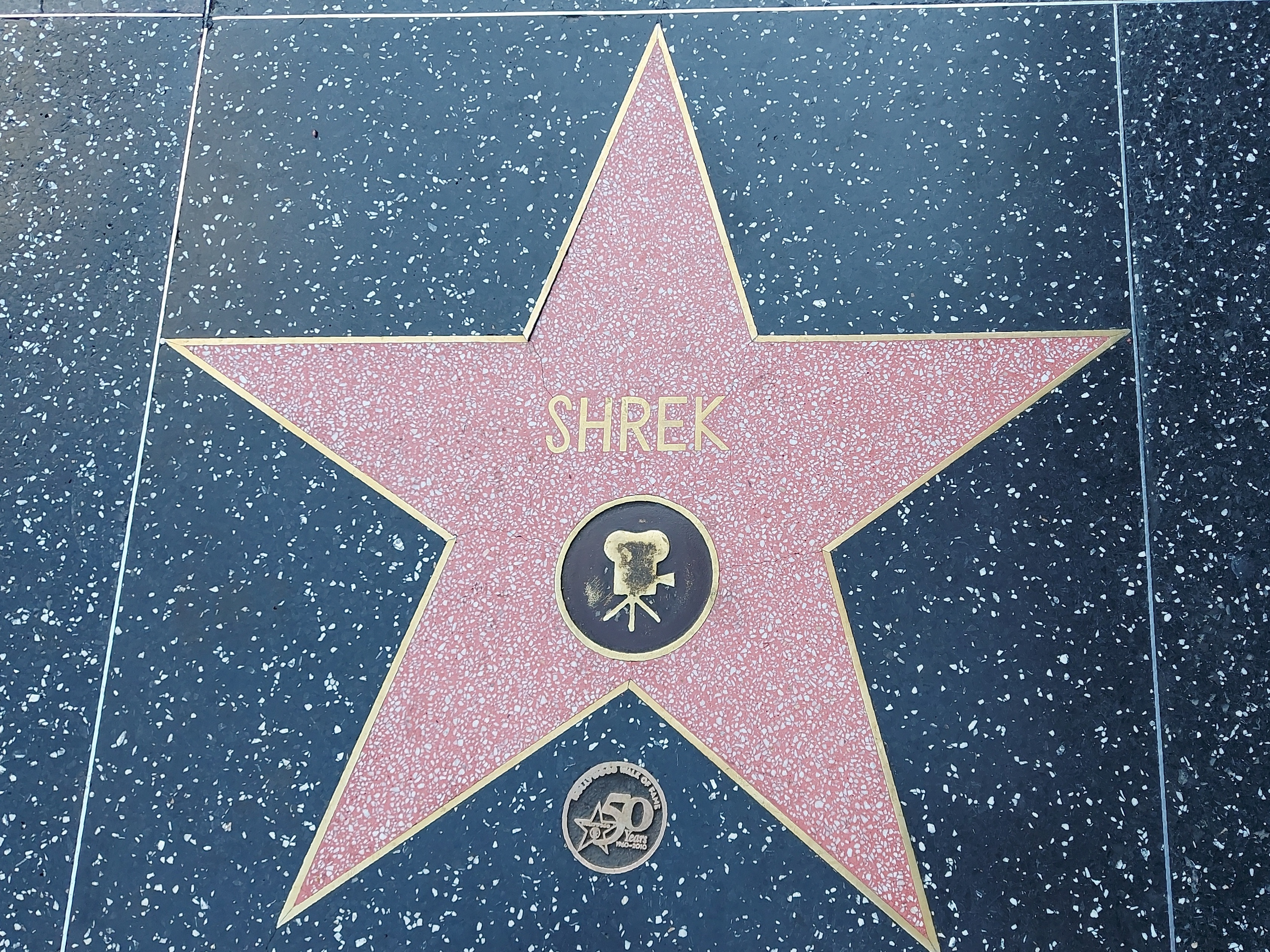
Stern auf dem Hollywood Walk of Fame

- Im Jahr 2008 wurde der Film in der Kategorie Favorite Family Movie bei den People’s Choice Awards ausgezeichnet.
- Regisseur Chris Miller wurde für den British Academy Film Award in der Kategorie Bester animierter Spielfilm nominiert.
- Die Deutsche Film- und Medienbewertung FBW in Wiesbaden verlieh dem Film das Prädikat „besonders wertvoll“.[6]

## Synchronisation
Fast alle Sprecher der ersten beiden Teile konnten auch für Teil drei wieder gewonnen werden. Nur Randolf Kronberg, die bisherige deutsche Stimme von Esel, verstarb am 2. März 2007 vor der Synchronisation des Films und wurde durch Dennis Schmidt-Foß ersetzt. Die deutsche Synchronisation des Films übernahm auch diesmal wieder die Berliner Synchron AG in Berlin.
| Rolle              | Originalsprecher  | Deutscher Sprecher |
| ------------------ | ----------------- | ------------------ |
| Shrek              | Mike Myers        | Sascha Hehn        |
| Fiona              | Cameron Diaz      | Esther Schweins    |
| Esel               | Eddie Murphy      | Dennis Schmidt-Foß |
| Gestiefelter Kater | Antonio Banderas  | Benno Fürmann      |
| Prinz Charming     | Rupert Everett    | Tom Vogt           |
| König Harold       | John Cleese       | Thomas Danneberg   |
| Königin Lillian    | Julie Andrews     | Marie-Luise Marjan |
| Artie              | Justin Timberlake | Robin Kahnmeyer    |
| Doris              | Larry King        | Manfred Lehmann    |
| Guinevere          | Latifa Ouaou      | Marie Bierstedt    |
| Merlin             | Eric Idle         | Wolfgang Spier     |
| Dornröschen        | Cheri Oteri       | Ann Vielhaben      |
| Lebkuchenmann      | Conrad Vernon     | Santiago Ziesmer   |
| Pinocchio          | Cody Cameron      | Gerald Schaale     |
| Wolf               | Aron Warner       | Wolfgang Kühne     |
| Käpt’n Hook        | Ian McShane       | Friedemann Benner  |
| Schneewittchen     | Amy Poehler       | Cathlen Gawlich    |
| Rumpelstilzchen    | Conrad Vernon     | Eberhard Prüter    |
| Drache             | Frank Welker      | Frank Welker       |

Für den Markt im französischen Sprachgebiet wurde Shrek 3 nur in Frankreich mit französischen Schauspielern synchronisiert, anstatt wie üblich auch eine Synchronisation in Quebec für den dortigen Markt zu produzieren. Dies hat in Québec für Kritik gesorgt, weil man die französischen Schauspieler in Kanada nicht gut verstehen würde. Auch Politiker nahmen das Thema auf und wollten die Filmstudios verpflichten, für Québec Synchronisationen zu produzieren, wenn ein Film dort in die Kinos kommt.

## Soundtrack
Im Film sind u. a. folgende Titel zu hören:
- Barracuda von Fergie
- Live and Let Die von Paul McCartney & Wings
- Immigrant Song von Led Zeppelin
- 9 Crimes von Damien Rice
- Do You Remember Rock ‘N‘ Roll Radio? von den Ramones
- What I Want To Be von Barney & Friends
- Joker and the Thief von Wolfmother
- Livin La Vida Loca von Eddie Murphy & Antonio Banderas
- Die Arie Schafe können sicher weiden aus der Kantate Was mir behagt, ist nur die muntre Jagd von Johann Sebastian Bach
- Danse Macabre von Camille Saint-Saëns
- Losing Streak von Eels